# کوه یوشینو
کوه یوشینو انگلیسی: 吉野山, Yoshino-yamaیک کوه است که در یوشینو، نارا، یوشینو، استان نارا، ژاپن قرار دارد و حاوی سایت‌های بزرگ مذهبی و ادبی است.